# Eubakeriella spectabilis
Eubakeriella spectabilis är en insektsart som beskrevs av Victor Lallemand 1923. Eubakeriella spectabilis ingår i släktet Eubakeriella och familjen spottstritar. Inga underarter finns listade i Catalogue of Life.